# Leibnigbach
Der Leibnigbach ist ein Bach in den Gemeinden Matrei in Osttirol und St. Johann im Walde (Bezirk Lienz). Er entspringt am Leibniger Berg und mündet linksseitig in die Isel.

## Verlauf
Der Leibnigbach entspringt nördlich des Leibniger Bergs in der Schobergruppe. Er fließt zunächst nach Westen und vollzieht in der Folge einen halbkreisförmigen Schwenk nach Süden, bevor er in weiterer Folge nach Westen bzw. nach Süden fließt. Nach dem Eintritt ins Iseltal unterquert der Leibnigbach die Felbertauern Straße (B 108) und mündet danach linksseitig in die Isel ein. Während der Quellbereich und fast die gesamte Fließstrecke auf dem Gemeindegebiet von St. Johann im Walde liegen, befindet sich der Mündungsbereich in der Gemeinde Matrei in Osttirol. Der Flussverlauf ist mit Ausnahme des Mündungsbereichs von bewaldetem Gebiet geprägt und weist keinerlei Siedlungen auf.

## Geschichte
Für den Leibnigbach sind über die Jahrhunderte mehrfach Zerstörungen durch Hochwässer belegt. Ende des 19. Jahrhunderts, insbesondere 1882 und 1891 kam es zu Verwüstungen. Auch im August 1966 kam es durch den Leibnigbach zu argen Verwüstungen.